# Scottish Premiership 2024–25
Giải Ngoại hạng Scotland 2024–25 (được gọi là Giải Ngoại hạng William Hill vì lý do tài trợ) là mùa giải thứ mười hai của giải Ngoại hạng Scotland, hạng đấu cao nhất của bóng đá Scotland và là mùa giải thứ 128 của giải đấu hàng đầu quốc gia, không bao gồm một mùa giải bị hủy do Thế chiến thứ II. Celtic là nhà vô địch ba lần liên tiếp. Mùa giải bắt đầu vào ngày 3 tháng 8 năm 2024.
Giải đấu có sự tham gia của mười hai đội: Aberdeen, Celtic, Dundee, Dundee United, Heart of Midlothian, Hibernian, Kilmarnock, Motherwell, Rangers, Ross County, St Johnstone và St Mirren.

## Thể thức
Trong giai đoạn đầu của mùa giải, 12 đội sẽ thi đấu vòng tròn tính điểm, trong đó mỗi đội sẽ đấu với các đội còn lại ba lần. Sau 33 lượt trận, giải đấu chia thành hai phần gồm sáu đội, mỗi đội sẽ đấu với nhau trong phần đó. Giải đấu cố gắng cân bằng danh sách trận đấu để các đội trong cùng một phần sẽ đấu với nhau hai lần trên sân nhà và hai lần trên sân khách, nhưng đôi khi điều này là không thể. Tổng cộng sẽ có 228 trận đấu được diễn ra, với 38 lượt trận đấu.

## Các đội bóng
Các đội sau đây đã thay đổi hạng đấu sau mùa giải 2023–24.
| Thăng hạng từ Scottish Championship - Dundee United Xuống hạng Scottish Championship - Livingston \| Aberdeen \| Celtic \| Dundee \| Dundee United \| \| ----------------------- \| -------------------------------------------------------------------------------------------------------------------------------------------------------------------------------------------------------------------------------------------------------- \| -------------------------------------------------------------------------------------------------------------------------------------------------------------------------------------------------------------------------------------------------------- \| -------------------- \| \| Sân vận động Pittodrie \| Celtic Park \| Dens Park \| Tannadice Park \| \| Sức chứa: 20.866[3] \| Sức chứa: 60.411[4] \| Sức chứa: 11.775[5] \| Sức chứa: 14.223[6] \| \| \| \| \| \| \| Heart of Midlothian \| DundeeEdinburghGlasgowAberdeenKilmarnockMotherwellRoss CountySt JohnstoneSt MirrenCác đội ở Dundee: · Dundee · Dundee UnitedCác đội ở Edinburgh: · Hearts · HibernianCác đội ở Glasgow: · Celtic · Rangers Vị trí các đội ở Scottish Premiership 2024–25 \| DundeeEdinburghGlasgowAberdeenKilmarnockMotherwellRoss CountySt JohnstoneSt MirrenCác đội ở Dundee: · Dundee · Dundee UnitedCác đội ở Edinburgh: · Hearts · HibernianCác đội ở Glasgow: · Celtic · Rangers Vị trí các đội ở Scottish Premiership 2024–25 \| Hibernian \| \| Tynecastle Park \| DundeeEdinburghGlasgowAberdeenKilmarnockMotherwellRoss CountySt JohnstoneSt MirrenCác đội ở Dundee: · Dundee · Dundee UnitedCác đội ở Edinburgh: · Hearts · HibernianCác đội ở Glasgow: · Celtic · Rangers Vị trí các đội ở Scottish Premiership 2024–25 \| DundeeEdinburghGlasgowAberdeenKilmarnockMotherwellRoss CountySt JohnstoneSt MirrenCác đội ở Dundee: · Dundee · Dundee UnitedCác đội ở Edinburgh: · Hearts · HibernianCác đội ở Glasgow: · Celtic · Rangers Vị trí các đội ở Scottish Premiership 2024–25 \| Easter Road \| \| Sức chứa: 19.852[7] \| DundeeEdinburghGlasgowAberdeenKilmarnockMotherwellRoss CountySt JohnstoneSt MirrenCác đội ở Dundee: · Dundee · Dundee UnitedCác đội ở Edinburgh: · Hearts · HibernianCác đội ở Glasgow: · Celtic · Rangers Vị trí các đội ở Scottish Premiership 2024–25 \| DundeeEdinburghGlasgowAberdeenKilmarnockMotherwellRoss CountySt JohnstoneSt MirrenCác đội ở Dundee: · Dundee · Dundee UnitedCác đội ở Edinburgh: · Hearts · HibernianCác đội ở Glasgow: · Celtic · Rangers Vị trí các đội ở Scottish Premiership 2024–25 \| Sức chứa: 20.421[8] \| \| \| DundeeEdinburghGlasgowAberdeenKilmarnockMotherwellRoss CountySt JohnstoneSt MirrenCác đội ở Dundee: · Dundee · Dundee UnitedCác đội ở Edinburgh: · Hearts · HibernianCác đội ở Glasgow: · Celtic · Rangers Vị trí các đội ở Scottish Premiership 2024–25 \| DundeeEdinburghGlasgowAberdeenKilmarnockMotherwellRoss CountySt JohnstoneSt MirrenCác đội ở Dundee: · Dundee · Dundee UnitedCác đội ở Edinburgh: · Hearts · HibernianCác đội ở Glasgow: · Celtic · Rangers Vị trí các đội ở Scottish Premiership 2024–25 \| \| \| Kilmarnock \| DundeeEdinburghGlasgowAberdeenKilmarnockMotherwellRoss CountySt JohnstoneSt MirrenCác đội ở Dundee: · Dundee · Dundee UnitedCác đội ở Edinburgh: · Hearts · HibernianCác đội ở Glasgow: · Celtic · Rangers Vị trí các đội ở Scottish Premiership 2024–25 \| DundeeEdinburghGlasgowAberdeenKilmarnockMotherwellRoss CountySt JohnstoneSt MirrenCác đội ở Dundee: · Dundee · Dundee UnitedCác đội ở Edinburgh: · Hearts · HibernianCác đội ở Glasgow: · Celtic · Rangers Vị trí các đội ở Scottish Premiership 2024–25 \| Motherwell \| \| Rugby Park \| DundeeEdinburghGlasgowAberdeenKilmarnockMotherwellRoss CountySt JohnstoneSt MirrenCác đội ở Dundee: · Dundee · Dundee UnitedCác đội ở Edinburgh: · Hearts · HibernianCác đội ở Glasgow: · Celtic · Rangers Vị trí các đội ở Scottish Premiership 2024–25 \| DundeeEdinburghGlasgowAberdeenKilmarnockMotherwellRoss CountySt JohnstoneSt MirrenCác đội ở Dundee: · Dundee · Dundee UnitedCác đội ở Edinburgh: · Hearts · HibernianCác đội ở Glasgow: · Celtic · Rangers Vị trí các đội ở Scottish Premiership 2024–25 \| Fir Park \| \| Sức chứa: 15.003[9][10] \| DundeeEdinburghGlasgowAberdeenKilmarnockMotherwellRoss CountySt JohnstoneSt MirrenCác đội ở Dundee: · Dundee · Dundee UnitedCác đội ở Edinburgh: · Hearts · HibernianCác đội ở Glasgow: · Celtic · Rangers Vị trí các đội ở Scottish Premiership 2024–25 \| DundeeEdinburghGlasgowAberdeenKilmarnockMotherwellRoss CountySt JohnstoneSt MirrenCác đội ở Dundee: · Dundee · Dundee UnitedCác đội ở Edinburgh: · Hearts · HibernianCác đội ở Glasgow: · Celtic · Rangers Vị trí các đội ở Scottish Premiership 2024–25 \| Sức chứa: 13.677[11] \| \| \| DundeeEdinburghGlasgowAberdeenKilmarnockMotherwellRoss CountySt JohnstoneSt MirrenCác đội ở Dundee: · Dundee · Dundee UnitedCác đội ở Edinburgh: · Hearts · HibernianCác đội ở Glasgow: · Celtic · Rangers Vị trí các đội ở Scottish Premiership 2024–25 \| DundeeEdinburghGlasgowAberdeenKilmarnockMotherwellRoss CountySt JohnstoneSt MirrenCác đội ở Dundee: · Dundee · Dundee UnitedCác đội ở Edinburgh: · Hearts · HibernianCác đội ở Glasgow: · Celtic · Rangers Vị trí các đội ở Scottish Premiership 2024–25 \| \| \| Rangers \| Ross County \| St Johnstone \| St Mirren \| \| Sân vận động Ibrox \| Victoria Park \| McDiarmid Park \| St Mirren Park \| \| Sức chứa: 51.700[12] \| Sức chứa: 6.541[13] \| Sức chứa: 10.696[14] \| Sức chứa: 7.937[15] \| \| \| \| \| \| | | |                  |
| Aberdeen | Celtic | Dundee | Dundee United    |
| Sân vận động Pittodrie | Celtic Park | Dens Park | Tannadice Park   |
| Sức chứa: 20.866 | Sức chứa: 60.411 | Sức chứa: 11.775 | Sức chứa: 14.223 |
| | | |                  |
| Heart of Midlothian | DundeeEdinburghGlasgowAberdeenKilmarnockMotherwellRoss CountySt JohnstoneSt MirrenCác đội ở Dundee: · Dundee · Dundee UnitedCác đội ở Edinburgh: · Hearts · HibernianCác đội ở Glasgow: · Celtic · Rangers Vị trí các đội ở Scottish Premiership 2024–25 | DundeeEdinburghGlasgowAberdeenKilmarnockMotherwellRoss CountySt JohnstoneSt MirrenCác đội ở Dundee: · Dundee · Dundee UnitedCác đội ở Edinburgh: · Hearts · HibernianCác đội ở Glasgow: · Celtic · Rangers Vị trí các đội ở Scottish Premiership 2024–25 | Hibernian        |
| Tynecastle Park | DundeeEdinburghGlasgowAberdeenKilmarnockMotherwellRoss CountySt JohnstoneSt MirrenCác đội ở Dundee: · Dundee · Dundee UnitedCác đội ở Edinburgh: · Hearts · HibernianCác đội ở Glasgow: · Celtic · Rangers Vị trí các đội ở Scottish Premiership 2024–25 | DundeeEdinburghGlasgowAberdeenKilmarnockMotherwellRoss CountySt JohnstoneSt MirrenCác đội ở Dundee: · Dundee · Dundee UnitedCác đội ở Edinburgh: · Hearts · HibernianCác đội ở Glasgow: · Celtic · Rangers Vị trí các đội ở Scottish Premiership 2024–25 | Easter Road      |
| Sức chứa: 19.852 | DundeeEdinburghGlasgowAberdeenKilmarnockMotherwellRoss CountySt JohnstoneSt MirrenCác đội ở Dundee: · Dundee · Dundee UnitedCác đội ở Edinburgh: · Hearts · HibernianCác đội ở Glasgow: · Celtic · Rangers Vị trí các đội ở Scottish Premiership 2024–25 | DundeeEdinburghGlasgowAberdeenKilmarnockMotherwellRoss CountySt JohnstoneSt MirrenCác đội ở Dundee: · Dundee · Dundee UnitedCác đội ở Edinburgh: · Hearts · HibernianCác đội ở Glasgow: · Celtic · Rangers Vị trí các đội ở Scottish Premiership 2024–25 | Sức chứa: 20.421 |
| | DundeeEdinburghGlasgowAberdeenKilmarnockMotherwellRoss CountySt JohnstoneSt MirrenCác đội ở Dundee: · Dundee · Dundee UnitedCác đội ở Edinburgh: · Hearts · HibernianCác đội ở Glasgow: · Celtic · Rangers Vị trí các đội ở Scottish Premiership 2024–25 | DundeeEdinburghGlasgowAberdeenKilmarnockMotherwellRoss CountySt JohnstoneSt MirrenCác đội ở Dundee: · Dundee · Dundee UnitedCác đội ở Edinburgh: · Hearts · HibernianCác đội ở Glasgow: · Celtic · Rangers Vị trí các đội ở Scottish Premiership 2024–25 |                  |
| Kilmarnock | DundeeEdinburghGlasgowAberdeenKilmarnockMotherwellRoss CountySt JohnstoneSt MirrenCác đội ở Dundee: · Dundee · Dundee UnitedCác đội ở Edinburgh: · Hearts · HibernianCác đội ở Glasgow: · Celtic · Rangers Vị trí các đội ở Scottish Premiership 2024–25 | DundeeEdinburghGlasgowAberdeenKilmarnockMotherwellRoss CountySt JohnstoneSt MirrenCác đội ở Dundee: · Dundee · Dundee UnitedCác đội ở Edinburgh: · Hearts · HibernianCác đội ở Glasgow: · Celtic · Rangers Vị trí các đội ở Scottish Premiership 2024–25 | Motherwell       |
| Rugby Park | DundeeEdinburghGlasgowAberdeenKilmarnockMotherwellRoss CountySt JohnstoneSt MirrenCác đội ở Dundee: · Dundee · Dundee UnitedCác đội ở Edinburgh: · Hearts · HibernianCác đội ở Glasgow: · Celtic · Rangers Vị trí các đội ở Scottish Premiership 2024–25 | DundeeEdinburghGlasgowAberdeenKilmarnockMotherwellRoss CountySt JohnstoneSt MirrenCác đội ở Dundee: · Dundee · Dundee UnitedCác đội ở Edinburgh: · Hearts · HibernianCác đội ở Glasgow: · Celtic · Rangers Vị trí các đội ở Scottish Premiership 2024–25 | Fir Park         |
| Sức chứa: 15.003 | DundeeEdinburghGlasgowAberdeenKilmarnockMotherwellRoss CountySt JohnstoneSt MirrenCác đội ở Dundee: · Dundee · Dundee UnitedCác đội ở Edinburgh: · Hearts · HibernianCác đội ở Glasgow: · Celtic · Rangers Vị trí các đội ở Scottish Premiership 2024–25 | DundeeEdinburghGlasgowAberdeenKilmarnockMotherwellRoss CountySt JohnstoneSt MirrenCác đội ở Dundee: · Dundee · Dundee UnitedCác đội ở Edinburgh: · Hearts · HibernianCác đội ở Glasgow: · Celtic · Rangers Vị trí các đội ở Scottish Premiership 2024–25 | Sức chứa: 13.677 |
| | DundeeEdinburghGlasgowAberdeenKilmarnockMotherwellRoss CountySt JohnstoneSt MirrenCác đội ở Dundee: · Dundee · Dundee UnitedCác đội ở Edinburgh: · Hearts · HibernianCác đội ở Glasgow: · Celtic · Rangers Vị trí các đội ở Scottish Premiership 2024–25 | DundeeEdinburghGlasgowAberdeenKilmarnockMotherwellRoss CountySt JohnstoneSt MirrenCác đội ở Dundee: · Dundee · Dundee UnitedCác đội ở Edinburgh: · Hearts · HibernianCác đội ở Glasgow: · Celtic · Rangers Vị trí các đội ở Scottish Premiership 2024–25 |                  |
| Rangers | Ross County | St Johnstone | St Mirren        |
| Sân vận động Ibrox | Victoria Park | McDiarmid Park | St Mirren Park   |
| Sức chứa: 51.700 | Sức chứa: 6.541 | Sức chứa: 10.696 | Sức chứa: 7.937  |
| | | |                  |

### Nhân sự và tài trợ
| Đội                 | Huấn luyện viên trưởng    | Đội trưởng         | Nhà sản xuất trang phục | Nhà tài trợ áo đấu (trước)     | Nhà tài trợ áo đấu (sau)                                | Nhà tài trợ áo đấu (tay áo) | Nhà tài trợ quần đùi             |
| ------------------- | ------------------------- | ------------------ | ----------------------- | ------------------------------ | ------------------------------------------------------- | --------------------------- | -------------------------------- |
| Aberdeen            | Jimmy Thelin              | Graeme Shinnie     | Adidas                  | Texo Group                     | MaxAmaze, EIS Waste Services                            | RAM Tubulars                | Texo Group                       |
| Celtic              | Brendan Rodgers           | Callum McGregor    | Adidas                  | Dafabet                        | Magners                                                 | Celtic FC Foundation        | không                            |
| Dundee              | Tony Docherty             | Joe Shaughnessy    | Macron                  | Crown Engineering Services     | MKM Building Supplies, John Clark BMW                   | GA Vans                     | DrainBlitz                       |
| Dundee United       | Jim Goodwin               | Ross Docherty      | Erreà                   | Quinn Casino                   | JF Kegs, Norman Jamieson Ltd                            | Trade-Mart                  | Paint-Tec Accident Repair Centre |
| Heart of Midlothian | Liam Fox (tạm thời)       | Lawrence Shankland | Umbro                   | Stellar Omada                  | FanHub, loveholidays                                    | ASC Edinburgh Ltd           | không                            |
| Hibernian           | David Gray                | Joe Newell         | Joma                    | Bevvy.com                      | Whisky Row, Dunedin IT                                  | SBK                         | Capital Credit Union             |
| Kilmarnock          | Derek McInnes             | Kyle Vassell       | Hummel                  | James Frew Ltd                 | James Frew Ltd, Blackwood Plant Hire                    | Redrock Automation          | A&L Mechanical                   |
| Motherwell          | Michael Wimmer            | Paul McGinn        | Macron                  | G4 Claims                      | Fire Suppression Scotland, Phoenix Specialist Solutions | DX Home Improvements        | TCL                              |
| Rangers             | Barry Ferguson (tạm thời) | James Tavernier    | Castore                 | Unibet                         | SEKO Logistics                                          | BOXT Life                   | AIM Xây dựng và Bảo trì          |
| Ross County         | Don Cowie                 | Connor Randall     | Macron                  | Ross-shire Engineering         | Ross-shire Engineering                                  | Mikeysline (sân khách)      | không                            |
| St Johnstone        | Simo Valakari             | Nicky Clark        | Macron                  | GS Brown Construction          | Sidey Solutions, A & B Taxis Perth                      | Saints in the Community     | CHAS Children's Hospice          |
| St Mirren           | Stephen Robinson          | Mark O'Hara        | Macron                  | Consilium Plumbing and Heating | Ultimate Home Solutions, Macklin Motors                 | Gennaro Glass & Glazing     | KPP Chartered Accountants        |

### Thay đổi huấn luyện viên
| Đội                 | HLV ra đi         | Lý do                | Ngày ký    | Vị trí trên BXH | HLV đến                   | Ngày ký    |
| ------------------- | ----------------- | -------------------- | ---------- | --------------- | ------------------------- | ---------- |
| Aberdeen            | Peter Leven       | Hết quản lý tạm thời | 19/5/2024  | Trước mùa giải  | Jimmy Thelin              | 3/6/2024   |
| St Johnstone        | Craig Levein      | Sa thải              | 17/9/2024  | thứ 10          | Andy Kirk (tạm thời)      | 17/9/2024  |
| Heart of Midlothian | Steven Naismith   | Sa thải              | 22/9/2024  | thứ 12          | Liam Fox (tạm thời)       | 22/9/2024  |
| St Johnstone        | Andy Kirk         | Hết quản lý tạm thời | 1/10/2024  | thứ 11          | Simo Valakari             | 1/10/2024  |
| Heart of Midlothian | Liam Fox          | Hết quản lý tạm thời | 15/10/2024 | thứ 12          | Neil Critchley            | 15/10/2024 |
| Motherwell          | Stuart Kettlewell | Từ chức              | 27/1/2025  | thứ 5           | Stephen Frail (tạm thời)  | 27/1/2025  |
| Motherwell          | Stephen Frail     | Hết quản lý tạm thời | 17/2/2025  | thứ 8           | Michael Wimmer            | 17/2/2025  |
| Rangers             | Philippe Clement  | Sa thải              | 23/2/2025  | thứ 2           | Barry Ferguson (tạm thời) | 24/2/2025  |
| Heart of Midlothian | Neil Critchley    | Sa thải              | 26/4/2025  | thứ 8           | Liam Fox (tạm thời)       | 26/4/2025  |

## Bảng xếp hạng

### Bảng xếp hạng
| VT | Đội                 | ST | T  | H  | B  | BT  | BB | HS  | Đ  | Giành quyền tham dự hoặc xuống hạng         |
| -- | ------------------- | -- | -- | -- | -- | --- | -- | --- | -- | ------------------------------------------- |
| 1  | Celtic (C)          | 38 | 29 | 5  | 4  | 112 | 26 | +86 | 92 | Tham dự vòng play-off Champions League      |
| 2  | Rangers             | 38 | 22 | 9  | 7  | 80  | 41 | +39 | 75 | Tham dự vòng loại thứ hai Champions League  |
| 3  | Hibernian           | 38 | 15 | 13 | 10 | 62  | 50 | +12 | 58 | Tham dự vòng loại thứ hai Europa League     |
| 4  | Dundee United       | 38 | 15 | 8  | 15 | 45  | 54 | −9  | 53 | Tham dự vòng loại thứ hai Conference League |
| 5  | Aberdeen            | 38 | 15 | 8  | 15 | 48  | 61 | −13 | 53 | Tham dự vòng play-off Europa League         |
| 6  | St Mirren           | 38 | 14 | 8  | 16 | 53  | 59 | −6  | 50 |                                             |
|    |                     |    |    |    |    |     |    |     |    |                                             |
| 7  | Heart of Midlothian | 38 | 15 | 7  | 16 | 52  | 47 | +5  | 52 |                                             |
| 8  | Motherwell          | 38 | 14 | 7  | 17 | 46  | 63 | −17 | 49 |                                             |
| 9  | Kilmarnock          | 38 | 12 | 8  | 18 | 45  | 62 | −17 | 44 |                                             |
| 10 | Dundee              | 38 | 11 | 8  | 19 | 55  | 77 | −22 | 41 |                                             |
| 11 | Ross County (R)     | 38 | 9  | 10 | 19 | 37  | 65 | −28 | 37 | Tham dự chung kết play-off Premiership      |
| 12 | St Johnstone (R)    | 38 | 9  | 5  | 24 | 38  | 68 | −30 | 32 | Xuống hạng Championship                     |

1. ↑  Các đội sẽ đấu với nhau ba lần (33 trận) trước khi giải đấu được chia thành hai bảng (sáu đội đứng đầu và sáu đội đứng cuối).
2. ↑  Aberdeen đủ điều kiện tham dự vòng play-off Europa League vì là đội vô địch Cúp bóng đá Scotland 2024–25.

### Vị trí theo vòng
Bảng liệt kê vị trí của các đội sau mỗi vòng thi đấu. Để duy trì các diễn biến theo trình tự thời gian, bất kỳ trận đấu bù nào sẽ không được tính vào vòng đấu mà chúng đã được lên lịch ban đầu mà sẽ được tính thêm vào vòng đấu diễn ra ngay sau đó.
| Đội ╲ Vòng          | 1        | 2  | 3  | 4  | 5  | 6  | 7  | 8  | 9  | 10 | 11 | 12 | 13 | 14 | 15 | 16 | 17 | 18 | 19 | 20 | 21 | 22 | 23 | 24 | 25 | 26 | 27 | 28 | 29 | 30 | 31 | 32 | 33 | 34 | 35 | 36 | 37 | 38 |   |
| ------------------- | -------- | -- | -- | -- | -- | -- | -- | -- | -- | -- | -- | -- | -- | -- | -- | -- | -- | -- | -- | -- | -- | -- | -- | -- | -- | -- | -- | -- | -- | -- | -- | -- | -- | -- | -- | -- | -- | -- | - |
| Đội ╲ Vòng          | Aberdeen | 3  | 2  | 2  | 2  | 2  | 2  | 2  | 2  | 2  | 2  | 2  | 2  | 2  | 2  | 2  | 2  | 2  | 3  | 3  | 3  | 4  | 4  | 4  | 4  | 4  | 3  | 3  | 3  | 4  | 4  | 4  | 4  | 5  | 4  | 4  | 4  | 4  | 5 |
| Celtic              | 1        | 1  | 1  | 1  | 1  | 1  | 1  | 1  | 1  | 1  | 1  | 1  | 1  | 1  | 1  | 1  | 1  | 1  | 1  | 1  | 1  | 1  | 1  | 1  | 1  | 1  | 1  | 1  | 1  | 1  | 1  | 1  | 1  | 1  | 1  | 1  | 1  | 1  |   |
| Dundee              | 4        | 3  | 4  | 6  | 6  | 8  | 8  | 6  | 8  | 10 | 10 | 7  | 7  | 7  | 5  | 6  | 7  | 7  | 9  | 8  | 9  | 8  | 8  | 8  | 10 | 11 | 11 | 11 | 11 | 11 | 11 | 11 | 11 | 10 | 10 | 10 | 10 | 10 |   |
| Dundee United       | 5        | 7  | 5  | 3  | 4  | 5  | 5  | 4  | 4  | 5  | 5  | 4  | 4  | 4  | 4  | 4  | 5  | 5  | 4  | 4  | 3  | 3  | 3  | 3  | 3  | 4  | 4  | 5  | 5  | 5  | 5  | 5  | 4  | 5  | 5  | 5  | 5  | 4  |   |
| Heart of Midlothian | 6        | 10 | 10 | 11 | 12 | 12 | 12 | 11 | 11 | 12 | 11 | 11 | 11 | 12 | 12 | 11 | 12 | 10 | 11 | 11 | 11 | 11 | 11 | 9  | 7  | 9  | 7  | 6  | 7  | 6  | 6  | 6  | 7  | 8  | 8  | 7  | 7  | 7  |   |
| Hibernian           | 11       | 11 | 11 | 9  | 8  | 9  | 10 | 12 | 12 | 11 | 12 | 12 | 12 | 11 | 11 | 12 | 9  | 8  | 7  | 7  | 7  | 7  | 6  | 6  | 5  | 5  | 5  | 4  | 3  | 3  | 3  | 3  | 3  | 3  | 3  | 3  | 3  | 3  |   |
| Kilmarnock          | 12       | 12 | 12 | 12 | 11 | 11 | 9  | 7  | 9  | 6  | 7  | 8  | 10 | 10 | 10 | 10 | 8  | 9  | 8  | 9  | 8  | 10 | 9  | 11 | 9  | 7  | 9  | 10 | 10 | 10 | 10 | 9  | 9  | 9  | 9  | 9  | 9  | 9  |   |
| Motherwell          | 7        | 9  | 6  | 5  | 5  | 4  | 4  | 5  | 5  | 4  | 4  | 5  | 5  | 5  | 6  | 5  | 4  | 4  | 6  | 6  | 6  | 5  | 5  | 5  | 6  | 8  | 10 | 8  | 6  | 7  | 8  | 8  | 8  | 7  | 7  | 8  | 8  | 8  |   |
| Rangers             | 8        | 4  | 3  | 4  | 3  | 3  | 3  | 3  | 3  | 3  | 3  | 3  | 3  | 3  | 3  | 3  | 3  | 2  | 2  | 2  | 2  | 2  | 2  | 2  | 2  | 2  | 2  | 2  | 2  | 2  | 2  | 2  | 2  | 2  | 2  | 2  | 2  | 2  |   |
| Ross County         | 9        | 8  | 9  | 10 | 9  | 7  | 7  | 10 | 7  | 8  | 8  | 9  | 8  | 8  | 8  | 8  | 10 | 11 | 10 | 10 | 10 | 9  | 10 | 10 | 11 | 10 | 8  | 9  | 8  | 9  | 9  | 10 | 10 | 11 | 11 | 11 | 11 | 11 |   |
| St Johnstone        | 10       | 5  | 7  | 8  | 10 | 10 | 11 | 9  | 6  | 9  | 9  | 10 | 9  | 9  | 9  | 9  | 11 | 12 | 12 | 12 | 12 | 12 | 12 | 12 | 12 | 12 | 12 | 12 | 12 | 12 | 12 | 12 | 12 | 12 | 12 | 12 | 12 | 12 |   |
| St Mirren           | 2        | 6  | 8  | 7  | 7  | 6  | 6  | 8  | 10 | 7  | 6  | 6  | 6  | 6  | 7  | 7  | 6  | 6  | 5  | 5  | 5  | 6  | 7  | 7  | 8  | 6  | 6  | 7  | 9  | 8  | 7  | 7  | 6  | 6  | 6  | 6  | 6  | 6  |   |

## Kết quả

### Vòng 1–22
Các đội sẽ thi đấu với nhau hai lần, một lần trên sân nhà và một lần trên sân khách.
| Nhà \ Khách         | ABE | CEL | DND | DUN | HOM | HIB | KIL | MOT | RAN | ROS | STJ | STM |
| ------------------- | --- | --- | --- | --- | --- | --- | --- | --- | --- | --- | --- | --- |
| Aberdeen            | —   | 0–1 | 4–1 | 1–0 | 3–2 | 1–3 | 2–0 | 2–1 | 2–1 | 1–2 | 1–1 | 3–1 |
| Celtic              | 2–2 | —   | 2–0 | 2–0 | 2–0 | 3–0 | 4–0 | 4–0 | 3–0 | 5–0 | 4–0 | 3–0 |
| Dundee              | 1–2 | 3–3 | —   | 1–2 | 3–1 | 4–1 | 2–3 | 4–1 | 1–1 | 0–3 | 1–2 | 2–2 |
| Dundee United       | 1–0 | 0–0 | 2–2 | —   | 0–1 | 3–2 | 1–1 | 1–2 | 0–1 | 3–0 | 2–0 | 2–0 |
| Heart of Midlothian | 1–1 | 1–4 | 2–0 | 0–1 | —   | 1–2 | 1–2 | 1–0 | 0–0 | 1–1 | 2–1 | 4–0 |
| Hibernian           | 3–3 | 0–2 | 2–2 | 1–1 | 1–1 | —   | 1–0 | 1–2 | 3–3 | 3–1 | 2–0 | 1–2 |
| Kilmarnock          | 4–0 | 0–2 | 1–1 | 3–3 | 1–0 | 1–1 | —   | 0–0 | 1–0 | 0–1 | 0–3 | 2–0 |
| Motherwell          | 2–0 | 0–3 | 0–1 | 4–3 | 3–1 | 0–3 | 1–1 | —   | 2–2 | 0–0 | 2–1 | 2–1 |
| Rangers             | 3–0 | 3–0 | 1–0 | 1–1 | 1–0 | 1–0 | 6–0 | 2–1 | —   | 6–0 | 2–0 | 2–1 |
| Ross County         | 0–1 | 1–2 | 2–0 | 1–1 | 2–2 | 0–0 | 2–1 | 2–1 | 0–3 | —   | 3–3 | 1–2 |
| St Johnstone        | 1–2 | 0–6 | 1–3 | 1–2 | 1–2 | 1–1 | 1–0 | 1–2 | 0–1 | 3–0 | —   | 2–3 |
| St Mirren           | 2–1 | 0–3 | 1–2 | 0–1 | 2–1 | 3–0 | 2–2 | 0–1 | 2–1 | 0–0 | 3–1 | —   |

### Vòng 23–33
Các đội sẽ thi đấu với nhau một lần, trên sân nhà hoặc sân khách.
| Nhà \ Khách         | ABE | CEL | DND  | DUN | HOM | HIB | KIL | MOT | RAN | ROS | STJ | STM |
| ------------------- | --- | --- | ---- | --- | --- | --- | --- | --- | --- | --- | --- | --- |
| Aberdeen            | —   | —   | —    | 2–2 | 0–0 | —   | 1–0 | 4–1 | 2–2 | —   | —   | 0–3 |
| Celtic              | 5–1 | —   | 6–0  | 3–0 | 3–0 | —   | 5–1 | —   | 2–3 | —   | —   | —   |
| Dundee              | 1–2 | —   | —    | —   | 0–6 | —   | 3–2 | —   | 3–4 | —   | 1–1 | 2–0 |
| Dundee United       | —   | —   | 2–4  | —   | —   | 1–3 | —   | 1–0 | 1–3 | —   | 1–0 | —   |
| Heart of Midlothian | —   | —   | —    | 0–1 | —   | —   | 3–2 | —   | 1–3 | 2–0 | —   | 3–1 |
| Hibernian           | 2–0 | 2–1 | 12/4 | —   | 2–1 | —   | —   | 3–1 | —   | —   | 3–0 | —   |
| Kilmarnock          | —   | —   | —    | 1–0 | —   | 1–1 | —   | 2–0 | 2–4 | —   | 3–1 | —   |
| Motherwell          | —   | 1–3 | 2–1  | —   | 0–0 | —   | —   | —   | —   | 0–3 | —   | 2–2 |
| Rangers             | —   | —   | —    | —   | —   | 0–2 | —   | 1–2 | —   | 4–0 | 3–1 | 0–2 |
| Ross County         | 0–1 | 1–4 | 3–1  | 0–1 | —   | 1–1 | 1–0 | —   | —   | —   | —   | —   |
| St Johnstone        | 0–0 | 1–0 | —    | —   | 1–2 | —   | —   | 2–1 | —   | 1–0 | —   | —   |
| St Mirren           | —   | 2–5 | —    | 0–1 | —   | 0–0 | 5–1 | —   | —   | 3–2 | 0–1 | —   |

### Vòng 34–38
Sau 33 trận đấu, giải đấu được chia thành hai nhóm gồm sáu đội, là sáu đội đứng đầu và sáu đội đứng cuối, và các đội đấu với mọi đội khác trong nhóm của mình một lần (trên sân nhà hoặc sân khách). Các trận đấu chính xác được xác định bởi vị trí của các đội trong bảng xếp hạng giải đấu tại thời điểm chia tách.

#### Sáu đội đứng đầu
| Nhà \ Khách   | ABE | CEL | DUN | HIB | RAN | STM |
| ------------- | --- | --- | --- | --- | --- | --- |
| Aberdeen      | —   | 1–5 | —   | 1–0 | —   | —   |
| Celtic        | —   | —   | —   | 3–1 | —   | 1–1 |
| Dundee United | 2–1 | 0–5 | —   | —   | —   | 0–2 |
| Hibernian     | —   | —   | 3–1 | —   | 2–2 | —   |
| Rangers       | 4–0 | 1–1 | 3–1 | —   | —   | —   |
| St Mirren     | 1–0 | —   | —   | 2–2 | 2–2 | —   |

#### Sáu đội xếp cuối
| Nhà \ Khách         | DND | HOM | KIL | MOT | ROS | STJ |
| ------------------- | --- | --- | --- | --- | --- | --- |
| Dundee              | —   | —   | —   | 1–2 | 1–1 | —   |
| Heart of Midlothian | 0–1 | —   | —   | 3–0 | —   | 2–1 |
| Kilmarnock          | 3–2 | 0–1 | —   | —   | 2–0 | —   |
| Motherwell          | —   | —   | 3–0 | —   | —   | 3–2 |
| Ross County         | —   | 1–3 | —   | 1–1 | —   | —   |
| St Johnstone        | 0–2 | —   | 0–2 | —   | 2–1 | —   |

### Bảng thắng bại
- T = Thắng, H = Hòa, B = Bại
- [] = Trận đấu được tổ chức thi đấu trước (ví dụ có 2 trận đấu ở vòng 15 đã được thi đấu sau vòng 5 và trước vòng 6)
- – : Không thi đấu
- () : Trận đấu bị hoãn
- (T), (H), (B) = Trận đấu bù và kết quả; Trận đấu bù được ghi trong cột nào, ví dụ cột số 13 có nghĩa là đã thi đấu sau vòng 13 và trước vòng 14

| Đội \ Vòng          | 1 | 2 | 3 | 4 | 5     | 6 | 7 | 8 | 9 | 10 | 11     | 12 | 13    | 14 | 15 | 16 | 17 | 18 | 19 | 20 | 21 | 22    | Đội                 | 23    | 24 | 25    | 26 | 27 | 28 | 29 | 30 | 31 | 32 | 33 | Đội                 | 34 | 35 | 36 | 37 | 38 |
| ------------------- | - | - | - | - | ----- | - | - | - | - | -- | ------ | -- | ----- | -- | -- | -- | -- | -- | -- | -- | -- | ----- | ------------------- | ----- | -- | ----- | -- | -- | -- | -- | -- | -- | -- | -- | ------------------- | -- | -- | -- | -- | -- |
| Aberdeen            | T | T | T | T | T     | T | T | H | T | T  | ()     | T  | B (H) | H  | B  | H  | () | B  | B  | B  | B  | B     | Aberdeen            | H (B) | B  | B     | T  | T  | B  | H  | H  | T  | T  | H  | Aberdeen            | T  | B  | B  | B  | B  |
| Celtic              | T | T | T | T | T     | T | T | H | T | T  | ()     | T  | T     | T  | T  | T  | () | H  | T  | T  | B  | T (T) | Celtic              | T (H) | () | T (T) | T  | B  | T  | T  | B  | T  | B  | T  | Celtic              | T  | H  | T  | T  | H  |
| Dundee              | H | T | H | H | B     | B | B | T | B | B  | () [T] | B  | T     | H  | T  | B  | () | B  | B  | T  | B  | T (H) | Dundee              | – (H) | () | B (B) | B  | B  | B  | H  | T  | B  | T  | B  | Dundee              | T  | B  | B  | H  | T  |
| Dundee United       | H | H | T | T | B     | H | T | T | B | B  | () [H] | T  | H     | T  | –  | H  | B  | H  | T  | T  | T  | B (B) | Dundee United       | T     | B  | B     | B  | T  | B  | H  | B  | T  | T  | T  | Dundee United       | B  | B  | B  | B  | T  |
| Heart of Midlothian | H | B | B | B | B [B] | H | B | T | H | B  | T      | B  | B     | H  | –  | T  | B  | T  | B  | H  | T  | T     | Heart of Midlothian | H     | T  | T     | B  | T  | T  | B  | T  | B  | B  | H  | Heart of Midlothian | B  | T  | T  | T  | T  |
| Hibernian           | B | B | H | H | T     | B | B | B | H | H  | () [H] | B  | B (H) | T  | –  | B  | T  | T  | T  | T  | H  | H     | Hibernian           | T     | H  | T     | H  | T  | T  | T  | H  | T  | T  | T  | Hibernian           | B  | T  | B  | H  | H  |
| Kilmarnock          | B | B | B | H | H     | H | T | T | B | T  | () [B] | B  | B     | H  | B  | H  | T  | H  | T  | B  | T  | B (H) | Kilmarnock          | –     | B  | T     | T  | B  | B  | B  | H  | B  | T  | B  | Kilmarnock          | T  | T  | T  | B  | B  |
| Motherwell          | H | B | T | T | B     | T | T | B | B | T  | ()     | T  | B     | B  | B  | T  | T  | H  | B  | H  | B  | T (H) | Motherwell          | B     | B  | B     | B  | B  | T  | T  | H  | B  | B  | H  | Motherwell          | T  | T  | B  | T  | H  |
| Rangers             | H | T | T | B | T     | T | T | B | T | B  | ()     | T  | H     | T  | T  | T  | () | T  | B  | H  | T  | H (H) | Rangers             | T (T) | T  | T     | T  | B  | T  | B  | T  | T  | B  | H  | Rangers             | H  | H  | T  | T  | H  |
| Ross County         | H | H | B | B | T [H] | H | B | B | T | H  | H      | B  | T     | B  | –  | B  | B  | B  | T  | H  | T  | T     | Ross County         | B     | H  | B     | T  | T  | B  | T  | B  | B  | B  | B  | Ross County         | B  | B  | B  | H  | H  |
| St Johnstone        | B | T | B | B | B [H] | B | B | T | T | B  | B      | B  | T     | B  | –  | H  | B  | B  | B  | B  | H  | B     | St Johnstone        | B     | T  | T     | B  | B  | T  | H  | H  | B  | T  | B  | St Johnstone        | B  | B  | T  | B  | B  |
| St Mirren           | T | B | B | H | H [T] | B | B | B | B | T  | H      | T  | T     | B  | –  | B  | T  | T  | T  | B  | B  | B     | St Mirren           | B     | T  | B     | H  | T  | B  | B  | H  | T  | B  | T  | St Mirren           | H  | T  | T  | H  | H  |
| Đội \ Vòng          | 1 | 2 | 3 | 4 | 5     | 6 | 7 | 8 | 9 | 10 | 11     | 12 | 13    | 14 | 15 | 16 | 17 | 18 | 19 | 20 | 21 | 22    | Đội                 | 23    | 24 | 25    | 26 | 27 | 28 | 29 | 30 | 31 | 32 | 33 | Đội                 | 34 | 35 | 36 | 37 | 38 |

## Play-off
| Đội 1      | TTS | Đội 2       | Lượt đi | Lượt về |
| ---------- | --- | ----------- | ------- | ------- |
| Livingston | 5–3 | Ross County | 1–1     | 4–2     |

### Lượt đi
| Livingston   | 1–1      | Ross County        |
| ------------ | -------- | ------------------ |
| - Wilson 45' | Chi tiết | - Hale 90' (ph.đ.) |

#### Lượt về
| Ross County            | 2–4      | Livingston                                            |
| ---------------------- | -------- | ----------------------------------------------------- |
| - Nisbet 7' - Hale 24' | Chi tiết | - Smith 39' - Wilson 57' - Muirhead 61' - Yengi 90+6' |

Livingston thắng với tổng tỷ số 5–3 và thăng hạng lên Scottish Premiership, còn Ross County phải xuống hạng.

## Thống kê

### Ghi bàn hàng đầu
| Hạng | Cầu thủ        | Câu lạc bộ    | Bàn thắng |
| ---- | -------------- | ------------- | --------- |
| 1    | Cyriel Dessers | Rangers       | 18        |
| 2    | Simon Murray   | Dundee        | 16        |
| 2    | Daizen Maeda   | Celtic        | 16        |
| 4    | Sam Dalby      | Dundee United | 15        |
| 4    | Martin Boyle   | Hibernian     | 15        |
| 6    | Adam Idah      | Celtic        | 13        |
| 6    | Nicolas Kühn   | Celtic        | 13        |
| 8    | Hamza Igamane  | Rangers       | 12        |
| 8    | Václav Černý   | Rangers       | 12        |
| 8    | Ronan Hale     | Ross County   | 12        |

#### Hat-trick
- H (= Home): Sân nhà
- A (= Away): Sân khách

| Stt | Cầu thủ       | Câu lạc bộ | Đối đầu với | Tỷ số   | Thời gian         |
| --- | ------------- | ---------- | ----------- | ------- | ----------------- |
| 1   | Hamza Igamane | Rangers    | Hibernian   | 3–3 (A) | Vòng 22, 5/1/2025 |

### Kiến tạo hàng đầu
| Hạng | Cầu thủ            | Câu lạc bộ          | Kiến tạo |
| ---- | ------------------ | ------------------- | -------- |
| 1    | Nicolas Raskin     | Rangers             | 10       |
| 1    | Daizen Maeda       | Celtic              | 10       |
| 1    | Alistair Johnston  | Celtic              | 10       |
| 4    | Nicolas Kühn       | Celtic              | 9        |
| 5    | Lennon Miller      | Rangers             | 8        |
| 5    | Luke McCowan       | Dundee FC           | 8        |
| 5    | James Tavernier    | Rangers             | 8        |
| 5    | Lawrence Shankland | Heart of Midlothian | 8        |
| 5    | Luke McCowan       | Celtic              | 8        |

### Số trận giữ sạch lưới
| Hạng | Cầu thủ           | Câu lạc bộ          | Số trận thi đấu | Số trận sạch lưới | Tỷ lệ |
| ---- | ----------------- | ------------------- | --------------- | ----------------- | ----- |
| 1    | Kasper Schmeichel | Celtic              | 32              | 19                | 59%   |
| 2    | Jack Walton       | Dundee United       | 36              | 12                | 33%   |
| 3    | Jack Butland      | Rangers             | 28              | 10                | 36%   |
| 4    | Craig Gordon      | Heart of Midlothian | 33              | 8                 | 24%   |
| 5    | Jordan Smith      | Hibernian           | 25              | 7                 | 28%   |

### Kỷ luật

#### Cầu thủ
- Nhận nhiều thẻ vàng nhất: 12 thẻ
  -  Will Ferry (Dundee United)
- Nhận nhiều thẻ đỏ nhất: 2 thẻ
  - 5 cầu thủ

#### Câu lạc bộ[35]
- Nhận nhiều thẻ vàng nhất: 91 thẻ
  - Aberdeen
- Nhận ít thẻ vàng nhất: 33 thẻ
  - Celtic
- Nhận nhiều thẻ đỏ nhất: 8 thẻ
  - Kilmarnock
- Nhận ít thẻ đỏ nhất: 0 thẻ
  - Celtic

## Giải thưởng
| Tháng    | HLV của tháng   | HLV của tháng       | Cầu thủ của tháng | Cầu thủ của tháng |
| Tháng    | HLV             | Đội                 | Cầu thủ           | Đội               |
| -------- | --------------- | ------------------- | ----------------- | ----------------- |
| Tháng 8  | Jimmy Thelin    | Aberdeen            | Callum McGregor   | Celtic            |
| Tháng 9  | Brendan Rodgers | Celtic              | Lennon Miller     | Motherwell        |
| Tháng 10 | Jimmy Thelin    | Aberdeen            | Nicky Devlin      | Aberdeen          |
| Tháng 11 | Brendan Rodgers | Celtic              | Sam Dalby         | Dundee United     |
| Tháng 12 | David Gray      | Hibernian           | Nicky Cadden      | Hibernian         |
| Tháng 1  | Neil Critchley  | Heart of Midlothian | Hamza Igamane     | Rangers           |
| Tháng 2  | David Gray      | Hibernian           | Daizen Maeda      | Celtic            |
| Tháng 3  | David Gray      | Hibernian           | Daizen Maeda      | Celtic            |
| Tháng 4  | Jimmy Thelin    | Aberdeen            | Simon Murray      | Dundee            |